# Ner-Kolonia
Ner-Kolonia – wieś w Polsce położona w województwie łódzkim, w powiecie poddębickim, w gminie Wartkowice.
Do 2006 r. - Nowy Ner. Do 2023 miejscowość była częścią wsi Ner.
W latach 1975–1998 miejscowość administracyjnie należała do województwa sieradzkiego.